# Les Indes galantes
Les Indes galantes és una òpera amb un pròleg i quatre actes de Jean-Philippe Rameau, amb llibret de Louis Fuzelier. S'estrenà al Théâtre de l'Académie Royale de Musique de París el 23 d'agost de 1735.
Les dues opéras-ballets més interessants de Rameau són Les Indes galantes i Les fêtes d'Hébé (1739), d'una qualitat molt elevada per al gènere. Les Indes galantes consta d'un pròleg i quatre actes, i un dels seus fragments més aconseguits és la Festa del Sol, un ballet d'acció amb parts per a solista, cors i dansa, en el qual destaca el lent preludi i l'espectacular passatge d'una erupció volcànica, musicalment molt superior al terratrèmol i a la tempesta d'Hippolyte et Aricie.

## Actes
El pròleg es desenvolupa en els núvols deguts al pinzell de Jacques Dupont. El temple de l'Amor es retalla damunt del cel. La joventut de les nacions acut a doldre's davant la deessa Hebe: per tots cantons la guerra fa estralls i l'amor deserta d'Europa. En aquest precís moment es presenta Bellona, la qual, amb un aire bel·licós, reclama tropes fresques per alimentar la batalla. Hebe demana ajuda a Cupido, però Bellona enrola els joves. Cupido decideixen adreçar les seves fletxes a les Índies i Hebe aconsella als seus que travessin el mar:
| « | Amants que esteu segurs d'agradar... les dolces melodies només poden germinar en les ribes de les Indies. | » |

### Acte primer:el Turc generós
El paixà Osman s'ha enamorat de la bella Emilia, que van capturar els seus pirates. Ambdós passegen pel jardí del palau oriental. Els tamborins s'acosten per indicar l'origen provençal de l'Emília, la qual, per a la seva felicitat, veu desembarcar el seu promès Valeri, llançat a la costa per una tempesta, tímidament descrita per l'orquestra. Contra el que s'esperen, el paixà no oposa obstacle a la unió dels amants, ja que ha reconegut en Valeri el seu antic amo que l'alliberà de l'esclavitud. Els ofereix una festa amb aire de gavota, ordenada per Aveline i ballada pels esclaus negres. Després se'ls emporta un vaixell solcant un mar d'acords perfectes.

### Acte segon:els Inques del Perú
Un volcà, vertader déu dels inques, s'aixeca al bell mig d'una plana clivellada per un sol de foc. Carlos, un eixerit oficial espanyol, s'ha rendit als encants de la peruana Fani, amb gran descontentament del cap inca Huàscar, que també n'està enamorat i intenta convèncer-la que els Déus ordenen que es casi amb ell.
Huàscar presideix la festa del Déu Sol, que li dona motiu per cantar el brillant himne al sol, que satisfà tothom, excepte a Fani. El festival és el punt culminant de l'espectacle, tant musicalment com dramàtica, amb àries de tons variats i nombroses danses. El volcà, ensems, dona mostres d'activitat. Potser els déus volen castigar Fani, evitant que segueixi a l'home blanc?. No; perquè el volcà redobla la seva fúria quan Huàscar sembla que té guanyada la causa; i en l'atabalament general, ordenat amb desconcertant virtuositat, Carlos, Fani i Huàscar, canten un trio que celebra el triomf del primer, la virtut de la segona i la submissió de l'últim.

### Acte tercer:les flors, la festa persa
La festa persa ve a desenvolupar-se en el jardí d'Esfahan. El príncep Tacmas, disfressat de botiguera del serrall s'introdueix en el parc del seu favorit Alí perquè està enamorat de l'esclava Zaira, una princesa de Circàssia. Però Alí està al seu torn enamorat de Fàtima, jove georgiana de l'harem de Tacmas. Fàtima apareix també disfressada d'esclau polonès per esbrinar si Alí l'estima. Quan Zaira confessa que està enamorada, Tacmas és pres de gelos pel polonès, que creu l'amant de la seva estimada, i està a punt d'apunyalar Fàtima. Cadascun dels personatges explica el seu cas en una breu ària precedida d'una recitació i tot s'arranja mitjançant un quartet del qual resta exclosa tota ressonància. Tacmas i Alí descanvien les seves esclaves i la Festa de les Flors segella l'aliança: surt una papallona d'una mata de gessamí, s'obre un botó de rosa al sò d'un minuet exquisidament graciós, surt de l'orquestra una tempesta i cau la cortina, dissimulant un parterre de ballarines sàviament agrupades sobre l'herba verdejant.

### Acte quart:els salvatges
En un bosc d'Amèrica, dos oficials, el francès Damon i l'espanyol Álvaro, desitgen a la mateixa salvatge, Zima.
Adario, cap de la tribu, s'alegra per haver pactat la pau, però tem no aconseguir el cor de Zima. Álvaro intenta convèncer-la amb promeses de fidelitat, mentre que Damon exalça els plaers de la inconstància amorosa. Però ella, que vol un marit «ni frívol ni gelós», tria Adario. malgrat la còlera de l'ardent castellà, els quatre assisteixen a la «Dansa del gran Calumet», celebrada amb dobles corxeres. Dolçaines i trompetes acompanyen danses de guerrers francesos i salvatges, guerrers i amazones, pastors i pastores de la colònia junt amb els tigres de la selva, el cant final als boscos plàcids. La festa consagra també la unió de Zima i Adario.
L'Epíleg reuneix a tots els personatges a la mansió de Hebe; les trompetes llença'n al vent la famosa xacona, triomfa l'Amor, i Belona, vençuda, es retira a la seva botiga.

## L'obra al segle XX
A partir de principis del segle xx, Les Indes galantes ofereixen un espectacle màgic; però no s'ha d'oblidar l'important lloc que ocupen en la història de la dansa. El 1735, en efecte, es veieren per primera vegada als ballarins evolucionar no ja amb passos contats i sofisticats, sinó procurant conquistar l'espai saltant, potser encara un xic maldestres, malgrat del talent de Marie Sallé i de la Camargo, les primeres estrelles que brillaren en el cel de l'art coreogràfic sumit llavors en les tenebres.